# Samstag

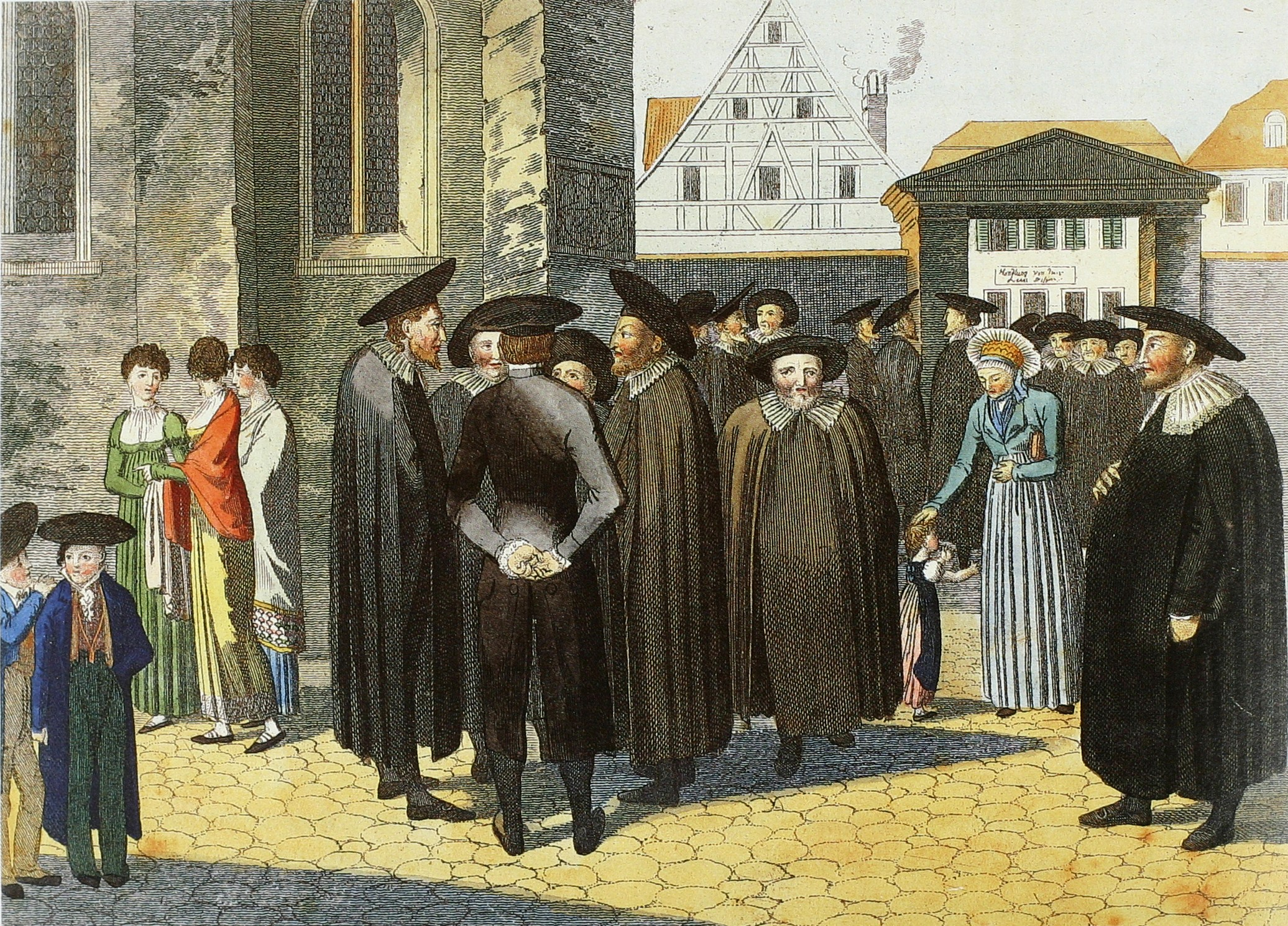
Der Samstag, Szene vor der Synagoge in Fürth, die Frauen (links) tragen Kleider im Empire-Stil, die Männer die Festtracht der traditionell lebenden Juden in Süd- und Westdeutschland, Deutschland um 1800

Der Samstag, in Nord- und Ostdeutschland und in Bundesgesetzen häufig auch Sonnabend, ist im bürgerlichen Kalender der Wochentag zwischen Freitag und Sonntag.

## Reihenfolge in der Woche
Nach traditionell jüdisch-christlicher und mittelalterlicher Wochentagszählung ist er der siebte und letzte Wochentag, nach international standardisierter Zählung (ISO 8601) ist er der sechste.
Im römischen Kalender repräsentierte der Samstag als „Tag des Saturn“ den ersten Tag der Woche, da Saturn unter den Planeten den obersten Rang der sieben Wochentagsnamen in der abwärts ausgerichteten siderischen Rangfolge einnimmt. Cassius Dio verwies auf den ersten direkten Beleg als erster Wochentag im  Zusammenhang mit der Stadt Pompeji, die am „vierten Wochentag“ (24. August 79 n. Chr.) durch den Ausbruch des Vesuv zerstört wurde. Im weiteren Verlauf verlagerte sich der Samstag nach christlicher Zählung vom ersten auf den letzten Tag.

## Werktag
In Deutschland ist der Samstag rechtlich ein Werktag, auch wenn er seit den 1950er Jahren in den meisten Berufen des Gewerbes und Handwerks kein Arbeitstag mehr ist.
Bei der Berechnung von Fristen wird der Sonnabend wie ein Sonn- oder Feiertag behandelt: Wenn das Fristende auf einen Sonnabend fällt, so verlängert sich die Frist auf den nächsten Werktag (§ 193 BGB in der in der Bundesrepublik 1965 eingeführten Fassung; in der DDR traf § 471 ZGB eine entsprechende Regelung). Auch bei der Fälligkeit der Miete für eine Wohnimmobilie, geregelt durch § 556b Abs. 1 BGB („Die Miete ist zu Beginn, spätestens bis zum dritten Werktag der einzelnen Zeitabschnitte zu entrichten, nach denen sie bemessen ist“), hat der Bundesgerichtshof am 13. Juli 2013 entschieden, dass Sonnabende hierbei nicht als Werktag zählen.
Weiterhin ist der Samstag international kein Bankarbeitstag und somit auch kein TARGET-Tag; der Elektronische Massenzahlungsverkehr (EMZ) der Bundesbank ruht. Dem steht nicht entgegen, dass manche Kreditinstitute vereinzelt an Samstagen z. B. an Bahnhöfen oder Flughäfen ihre Filialen für den Publikumsverkehr geöffnet halten.
Im Judentum stellt er als Schabbat das Ende der Woche dar und ist (im Gegensatz zum Sonntag) in Israel auch arbeits- und schulfrei.

## Etymologie
Der Tag hat im standarddeutschen Sprachgebrauch zwei Bezeichnungen, die regional unterschiedlich teilweise fast ausschließlich, teilweise parallel, verwendet werden. In jüngster Zeit ist eine Tendenz hin zum Samstag feststellbar.

### Samstag
Der Name Samstag, althochdeutsch sambaztac, kommt von einer erschlossenen vulgärgriechischen Form *sambaton des griechischen Wortes sabbaton, das letztlich auf eine Gleichsetzung der Bezeichnung vom „Tag des Saturn“ (auch „Satertag“) in Anlehnung an den hebräischen Begriff Šabbatai („Stern (Saturn) des Šabbats“) und somit auf Hebräisch schabbath („Ruhe“, „Feiertag“, „Schabbat“) zurückgeht. Er verbreitete sich mit der Missionierung des süddeutschen Sprachraums donauaufwärts und wird heute in Österreich, Süd- und Westdeutschland verwendet. Vor allem in der jüdischen Religion und in der Freikirche der Siebenten-Tags-Adventisten gilt er als Feiertag. Die Bezeichnungen in den romanischen Sprachen gehen einheitlich darauf zurück: franz. le samedi, ital. il sabato, span. el sábado.
Sprachwissenschaftlich unhaltbar ist die Deutung, dass die althochdeutsche Form auf S’Ambeths Tag zurückzuführen sei, also auf einen Tag zu Ehren einer angeblich norisch-keltischen Erdgöttin Ambeth, einer der drei Bethen. Diese These scheint zwar die geographische Verbreitung in Österreich und Süddeutschland recht gut zu erklären, aber bereits die Theorie von der Existenz der Bethen als heidnische Göttinnentrinität basiert allein auf den zweifelhaften Deutungen der Laienforscher Hans Christoph Schöll (1936: Die drei Ewigen) und Richard Fester (1962: Sprache der Eiszeit), deren Thesen von Sprachwissenschaftlern praktisch ohne Ausnahme abgelehnt werden.

### Sonnabend
Die Bezeichnung Sonnabend (althochdeutsch: sunnunaband, altenglisch sunnanæfen) ist aus dem Altenglischen in den deutschen Sprachraum gekommen, wohl mit der (katholischen) angelsächsischen Mission (im 7. und 8. Jahrhundert). Der zweite Teil bedeutete ursprünglich „(Vor-)Abend“. Im frühen Mittelalter erweiterte sich die Benennung auf den gesamten Tag, so wie beim ganzen Tag vor dem ersten Weihnachtstag (Heiligabend oder vor Neujahr, vergleiche auch Englisch New Year’s Eve (Silvester) oder fortnight = 14 Tage aus ags. feorwertyne niht). „Sonnabend“ wird vor allem in Norddeutschland und im Ostmitteldeutschen verwendet.
In Ladenschlussgesetzen einiger nord- und ostdeutscher Länder (beispielsweise in den Ländern Berlin, Brandenburg, Sachsen und Schleswig-Holstein) sowie im deutschlandweit geltenden Bürgerlichen Gesetzbuch § 193 wird der Begriff Sonnabend verwendet. Ebenso war Sonnabend in der DDR (entsprechend der vorherrschenden regionalen Verbreitung) die offizielle Bezeichnung. In Österreich, der Schweiz und Süddeutschland ist der Begriff weitgehend ungebräuchlich und ist höchstens im passiven Wortschatz als typisch norddeutsch bekannt.

### Weitere Wörter
In Westfalen und im ostfriesischen Platt hat sich der niederdeutsche Saterdag erhalten (vergleiche niederländisch Zaterdag, Afrikaans Saterdag und englisch Saturday), eine Lehnübersetzung von lateinisch Dies Saturni („Tag des Saturnus“).
Vom russischen Wort für Samstag, Subbota (russisch Суббота), ist der Subbotnik abgeleitet, die „freiwillige“ unentgeltliche Arbeit am Samstag. Solche Arbeitseinsätze gab es zeitweise auch in der DDR häufiger.

## Ortsnamen
Ortsnamen mit „Samstag“ leiten sich von den mittelalterlichen Wochenmärkten und Gerichtstagen an Samstagen ab (lateinisch sabbatum, polnisch sobota, ungarisch szombat). Beispiele sind:
- Samstagsberg, Frankfurt am Main, Deutschland
- Samstagern, Kanton Zürich, Schweiz
- Soboth, Steiermark, Österreich
- Sobotka, Okres Jičín, (Saboth), Tschechien
- Sobótka (Zobten), Niederschlesien, Polen
- Sobotín (Zöptau), Olomoucký kraj, Tschechien
- Sobotište, Okres Senica, (Sobotischt), Slowakei
- Subotica (Maria-Theresiopel), Serbien
- Szombathely (Steinamanger), Ungarn
- Rimavská Sobota (Rimaszombat), Slowakei
- Spišská Sobota (Georgenberg), Slowakei
- Murska Sobota (Olsnitz), Slowenien